# Claudia Cuic
Claudia Cuic, née Pop le 5 août 1989 à Satu Mare (Roumanie), est une joueuse de basket-ball roumaine.

## Biographie
Elle est membre de l'équipe roumaine de basket-ball à trois qui dispute les Jeux olympiques de Tokyo.